# 平和のあいさつ

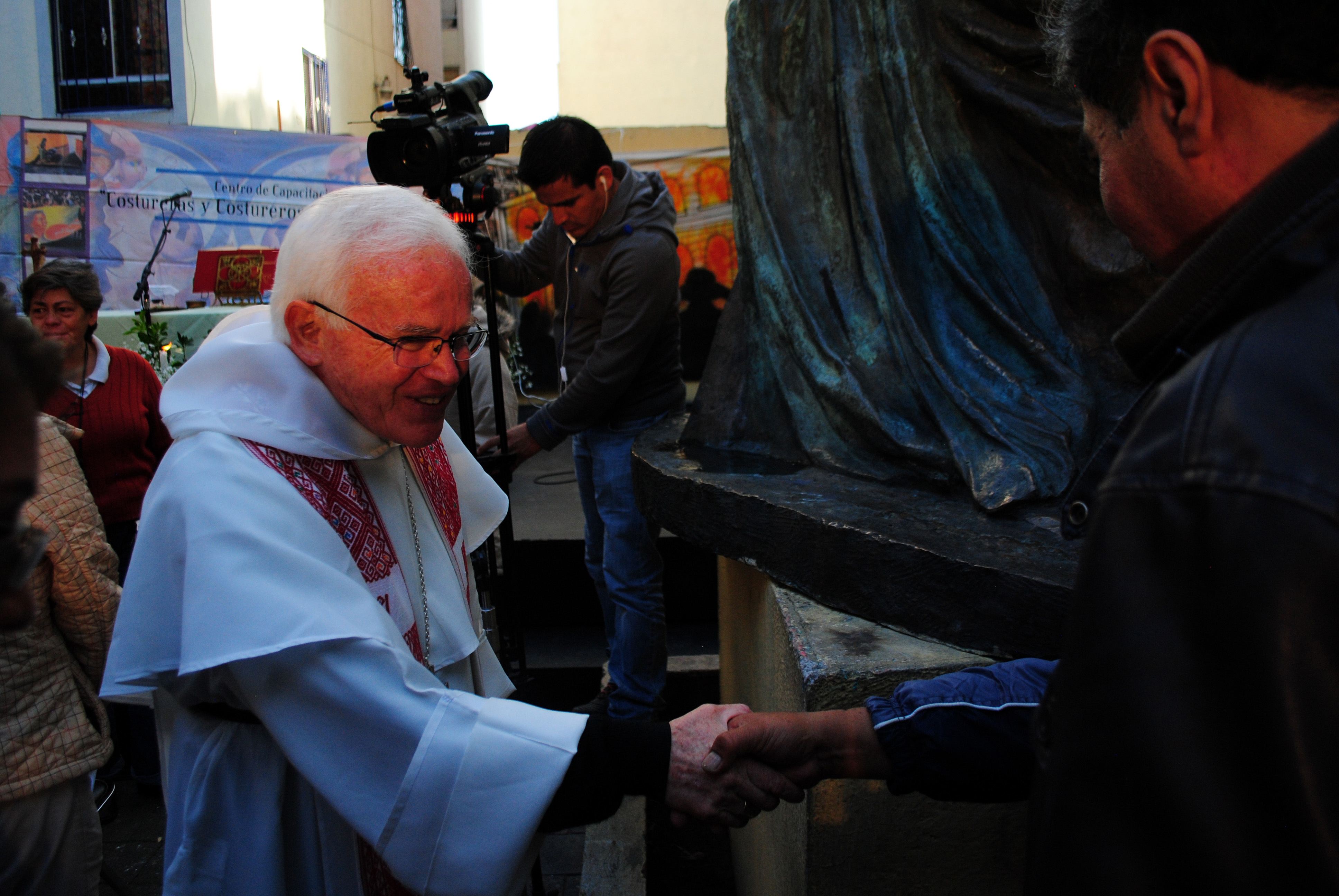
カトリックの神父が平和のあいさつ（メキシコで）

平和のあいさつ（へいわのあいさつ、英語: Greeting of peace）とは、キリスト教の典礼で、礼拝中に「平和がありますように！」とあいさつを参加者が交わすことを指す。

## 出所
一神教が広く行き渡った中東の諸国では、それぞれの言語で「平和」を意味する言葉があいさつとして使われてきた。ヘブライ語の「シャローム」、アラビア語の「アッサラーム」である。相手の心や身体の平安、周りの世の中の平和を祈る。
キリスト教の聖書の中では、ルカ 24:36、ヨハネ 20:26で、復活したイエスが「あなたに平和が（ありますように）」（Pax vobis）と呼び掛けている。

## 平和のあいさつ
カトリック教会のミサ、比較的保守派のプロテスタント教会（聖公会、ルーテル教会など）の礼拝では、聖書を朗読して説教が終り、聖餐式（パンとぶどう酒の儀式）へ移る時に、「平和のあいさつ」がある。福音派プロテスタント教会の礼拝、正教会の奉神礼にはない。
平和のあいさつでは、まず司式者が信者（ミサ・礼拝参加者）に向かって「（主の）平和があなたがたと共に（ありますように）。」というと、信者は「また、あなたと共に。」と答え、次に司式者は「平和のあいさつを交わしましょう」といって、信者の所へ下りてきて、皆席から立ちながら、お互いに「平和。」（Peace!）、「主の平和。」（Peace of the Lord!）、「あなたに平和。」（Peace be with you!）などに相当するその国の言葉をいい、その国の習慣に従って、軽く会釈したり、握手をしたり、またはハグしたりする。

## 参照項目
- ミサの式次第
- 聖公会の礼拝